# Real Life (Bon Jovi)
Real Life is een nummer van Amerikaanse rockband Bon Jovi uit 1999. Het nummer staat op de soundtrack van de film EDtv.
Het nummer flopte in de Verenigde Staten. In Canada, Australië en een aantal Europese landen werd "Real Life" een klein hitje. In de Nederlandse Top 40 bereikte het de 31e positie, en in Vlaanderen de 4e positie in de Tipparade.